# Pycnophyes argentinensis
Pycnophyes argentinensis är en djurart som tillhör fylumet pansarmaskar, och som beskrevs av Martorelli och Higgins 2004. Pycnophyes argentinensis ingår i släktet Pycnophyes och familjen Pycnophyidae. Inga underarter finns listade i Catalogue of Life.